# U-245
Unterseeboot 245 foi um submarino alemão do Tipo VIIC, pertencente a Kriegsmarine que atuou durante a Segunda Guerra Mundial.

## Comandantes
| Comandante                            | Data                                       |
| ------------------------------------- | ------------------------------------------ |
| KrvKpt. Friedrich Schumann-Hindenberg | 18 de dezembro de 1943 - 9 de maio de 1945 |

## Subordinação
Durante o seu tempo de serviço, esteve subordinado às seguintes flotilhas:
| Período                                      | Flotilha                                   |
| -------------------------------------------- | ------------------------------------------ |
| 18 de dezembro de 1943 - 31 de julho de 1944 | 5. Unterseebootsflottille (treinamento)    |
| 1 de agosto de 1944 - 1 de outubro de 1944   | 3. Unterseebootsflottille (serviço ativo)  |
| 1 de outubro de 1944 - 8 de maio de 1945     | 33. Unterseebootsflottille (serviço ativo) |